# Nordborg Vandtårn
Nordborg Vandtårn er et vandtårn i Nordborg på Als opført i 1911 og er tegnet af Eugen Fink. Tårnet er 30 m højt og opført i mursten, der er hvidkalkede for at passe til det nærliggende Nordborg Slot.